# Harriet Zuckerman
Harriet Zuckerman (19 juli 1937) is een Amerikaans wetenschapssocioloog. Ze is de senior vice-president van de Andrew W. Mellon Foundation en emertia hoogleraar van de Columbia-universiteit. Ze was getrouwd met de socioloog Robert K. Merton.
Zuckerman onderzoek focust vooral op de sociale organisatie van wetenschap. Haar bekendste boek is Scientific Elite: Nobel Laureates in the United States (1977). Dit boek behandelt thema's zoals de organisatie van de wetenschappelijke elite, het fenomeen van gelijktijdige ontdekkingen en het mattheuseffect. Hoewel de beschrijving van dit laatste effect vaak wordt toegeschreven aan Merton (een voorbeeld van het matilda-effect), steunde dit voornamelijk op het werk en de interviews uitgevoerd door Zuckerman.